# Schumacher
Schumacher eller Schuhacher är ett yrkesnamn (tyska: skomakare), båda varianterna kan användas som efternamn, varvid Schumacher är den mer populära, men bara varianten med två "h" kan också användas som en arbetsbeskrivning i modern tysk stavning). Varianten Schumaker ses också ofta i USA.

## Personer i urval
- Harald Schumacher (född 1954), tysk fotbollsmålvakt
- Heinrich Christian Schumacher (1780–1850), tysk astronom
- Heinrich Christian Friedrich Schumacher (1757–1830), tysk-dansk kirurg, botaniker, malakolog och anatomist
- Hermann Schumacher (1868–1951), tysk nationalekonom
- Joel Schumacher (1939–2020), amerikansk filmregissör, manusförfattare och producent
- Kurt Schumacher (1895–1952), tysk politiker
- Michael Schumacher (född 1969), tysk racerförare
- Ralf Schumacher (född 1975), tysk racerförare